# Strymon austrinus
Strymon austrinus är en fjärilsart som beskrevs av Muaryama 1948. Strymon austrinus ingår i släktet Strymon och familjen juvelvingar. Inga underarter finns listade i Catalogue of Life.